# Marcel Halstenberg
Marcel Halstenberg, född 27 september 1991 i Laatzen, är en tysk fotbollsspelare som spelar för RB Leipzig. Han representerar även det tyska landslaget.

## Karriär
I juni 2022 förlängde Halstenberg sitt kontrakt i RB Leipzig med två år.